# Sjöodjur
Ett sjöodjur är ett, enligt folkliga föreställningar, odjur som lever i en sjö eller ett hav. Ett sjöodjur är en kryptid, det vill säga en mystisk varelse vars existens inte är bekräftad. Jämför havsmonster.
Ordet "sjöodjur" finns belagt i det svenska språket sedan 1873.

## Beskrivning
Termen sjöodjur avser ingen specifik särart. Den vanligaste associationen med ordet brukar vara till vattenlevande kräldjur såsom svanödlor och mosasaurier, samt så kallade sjöormar, drakar och dinosaurier. Enorma fiskar och bläckfiskar förekommer även i sägner, men dessa brukar uteslutande räknas till havsodjur. Sjöodjur är en term avsedd för okända eller oidentifierade varelser eller objekt som ska ha setts i sjöar, dammar, tjärnar, åar, floder, älvar och andra sötvattendrag.

## Berömda sjöodjur
Nedan följer en lista över kända sjöodjur världen över. Först listas platserna för observationer och sist på samma rad så listas kända namn för sjöodjuren.

### Afrika
- Ubangifloden och Dongu-mataba i Kongo-Brazzaville - Nguma-monene

### Europa

#### Europeiska Ryssland
- Brosno i Tver oblast - Brosnodraken

#### Island
- Lagarfljót - Lagarfljótsormurinn

#### Spanien
- Anaga i Tenerife

#### Storbritannien
- Bala Lake i Wales
- Bassenthwaite Lake i England - Eachy
- Llangorse Lake i Wales - Gorsey
- Loch Arkaig i Skottland
- Loch Awe i Skottland
- Loch Duich i Skottland
- Loch Lochy i Skottland
- Loch Linnhe i Skottland
- Loch Lomond i Skottland
- Loch Maree i Skottland - Muc-sheilch
- Loch Morar i Skottland - Morag
- Loch Ness i Skottland - Nessie / Loch Ness-odjuret / Loch Ness-monstret / Nessiteras rhombopteryx / Niseag
- Loch Oich i Skottland
- Loch Quoich, i Skottland
- Loch Shiel i Skottland
- Loch Suainaval i Skottland
- Windermere i England - Eachy / Bow-Nessie

#### Sverige
- Bullaresjöarna i Bohuslän - Smeviksödlan
- Gryttjen i Hälsingland - Gryttjenodjuret / Gryttie
- Storsjön i Jämtland - Storsjöodjuret / Storsie / Birger

### Nordamerika

#### Costa Rica
- Arenal Lagoon i Alajuela - Oklahoma Octopus

#### Kanada
- Crescent Lake i Newfoundland och Labrador - Cressie
- Lac Memphrémagog mellan Québec och USA - Memphré
- Lake Ontario i Ontario - Kingstie
- Lake Simcoe i Ontario - Kempenfelt Kelly/Igopogo
- Lake Superior i Ontario - Mishipeshu
- Lake Timiskaming i Ontario - Mugwump
- Lake Utopia i New Brunswick - Lake Utopia Lake Monster
- Lake Winnipegosis i Manitoba - Winnipogo
- Manitobasjön i Manitoba - Manipogo
- Muskrat Lake i Ontario - Mussie
- Okanagan Lake i Okanagan i British Columbia - Ogopogo
- Reindeer Lake i Saskatchewan
- Thetis Lake i British Columbia - Thetis Lake Monster

#### USA
- Bear Lake mellan Idaho och Utah - Bear Lake Monster / Isabella
- Cayuga Lake i New York - Old Greeny
- Flathead Lake i Montana - Flathead Lake Monster
- Fulk's Lake i Indiana - Beast of Busco / Oscar the Turtle
- Great Salt Lake i Utah - North Shore Monster
- Green Acres Lake i Clovis, New Mexico
- Hudson River i New York - Hudson River Monster / Kipsy
- Iliamna Lake i Alaska - Illie
- Lake Champlain mellan Vermont, (USA) och Kanada - Champ
- Lake Erie mellan USA och Kanada - Bessie / South Bay Bessie
- Lake Hopatcong i New Jersey - Lake Hopatcong Monster
- Lake Tahoe mellan Kalifornien och Nevada
- Lake Tarpon i Florida - Tarpie
- Lake Thunderbird i Oklahoma - Oklahoma Octopus
- Lake Willoughby i Vermont - Willy
- Payette Lake i Idaho - Sharlie / Slimy Slim
- Raystown Lake i Pennsylvania - Raystown Ray
- Seneca Lake i New York - The Serpent
- Tuttle Creek Lake i Kansas
- White River i Arkansas - White River Monster / Whitey

### Oceanien

#### Australien
- Lake Modewarre i Victoria, Australien - Bunyip

### Sydamerika

#### Argentina
- Nahuel Huapi mellan Río Negro och Neuquén - Nahuelito

#### Chile
- Lago Las Rocas